# Kogelkraan

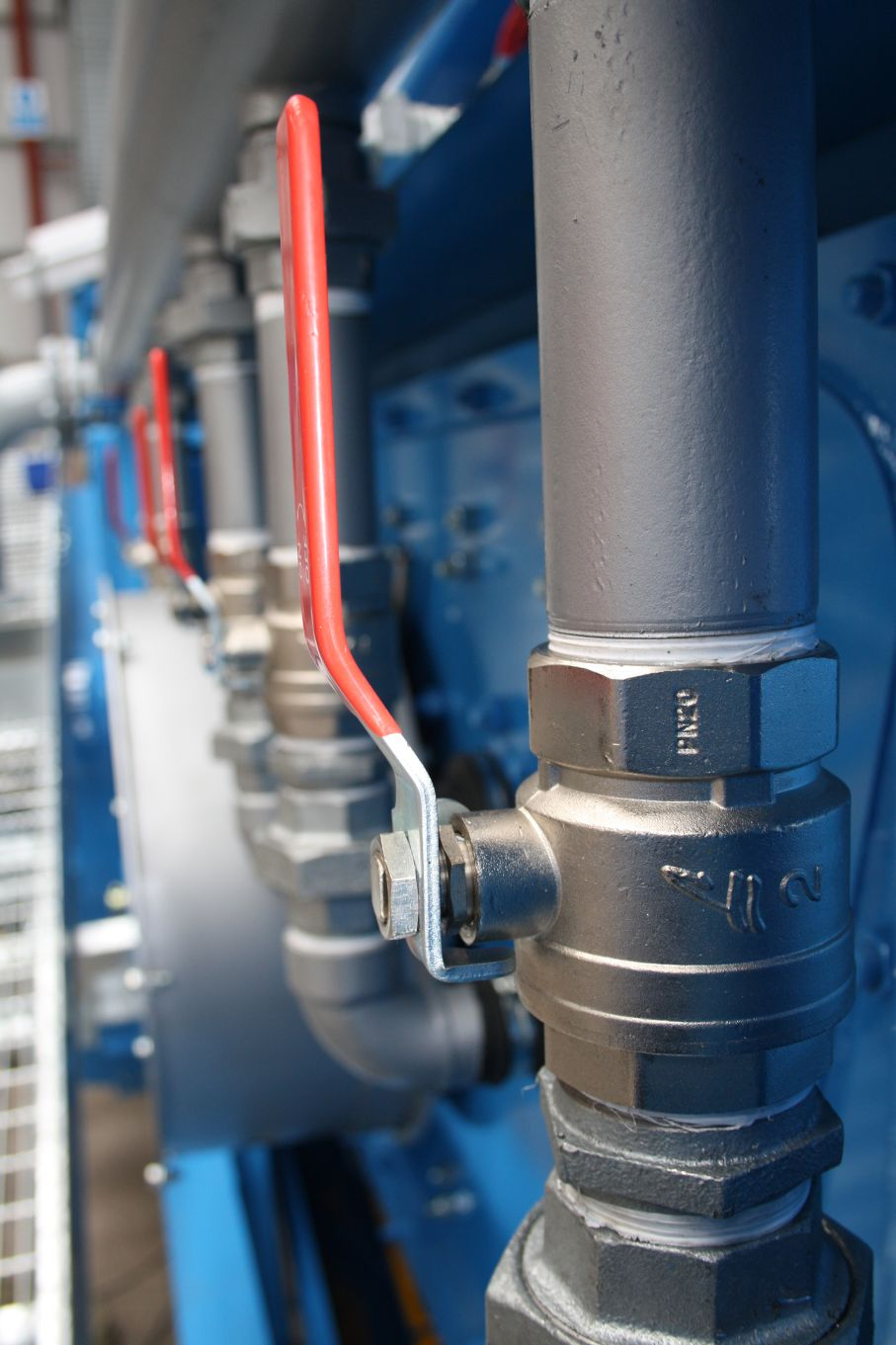
Een kogelkraan

Driewegkraan met T of L boring

Een kogelkraan, kogelklep of bolkraan is een kraan of klep die de stroming van een vloeistof of gas geheel of gedeeltelijk afsluit met een doorboorde bol (kogel) die om zijn as loodrecht op de boring draait. Door de kogel over 90° te draaien, gaat de kraan van open naar dicht of omgekeerd. Omdat met een korte kwartslag deze geheel gesloten dan wel geopend kan worden, is het daardoor een snel te bedienen afsluiter.
Toepassingen zijn er onder meer in watervoorziening, gasvoorziening, scheikundige nijverheid en elektrische centrales. Een soortgelijk principe, met een draaiende schijf in plaats van een bol, wordt toegepast als roterende inlaat in sommige tweetaktmotoren.
De aandrijving kan met de hand gebeuren, maar ook automatisch: elektrisch of pneumatisch. Bij handaandrijving van grote kogelkranen kan er ook een tandwieloverbrenging tussen de as van de kogel en de bediening staan, zodat meer dan 90° nodig zijn om van open naar toe te gaan en er dus een kleinere krachtinspanning nodig is.
Kogelkranen worden vooral toegepast op kleinere diameters van leidingen tot ongeveer 200 mm, omdat ze te duur worden in de grotere uitvoeringen en dan ook te veel kracht vergen om ze te bedienen.
Kogelkranen dienen vooral als afsluiter, maar kunnen ook als regelklep dienen. In dat geval is het ontwerp meestal aangepast en heeft de boring een V-vorm om de karakteristiek meer lineair te maken.
De kogel kan uit staal, roestvast staal, brons of een ander materiaal bestaan. De zittingen kunnen ook van metaal zijn of kunststof zoals PTFE.
In plaats van de gewone tweewegkranen zijn ook driewegkranen mogelijk. De boring in de kogel heeft dan ofwel een T-vorm, ofwel een L-vorm.